# 藍蕭號驅逐艦 (DD-176)
藍蕭號驅逐艦（舷號DD-176）是一艘美國海軍建造的驅逐艦，為維克斯級驅逐艦的102號艦。她是美軍第二艘以藍蕭為名的軍艦，以紀念美國內戰時期的海軍軍官威廉·藍蕭（William Bainbridge Renshaw）。
藍蕭號在1918年於聯合鋼鐵廠開始建造，在1918年下水，於1919年服役，其時第一次世界大戰已經結束。稍後藍蕭號被派往太平洋執勤，在1922年退役封存。1936年藍蕭號退役除籍，並按倫敦海軍條約出售拆解。